# Дональд Джордж Джоханос
Дональд Джордж Джоханос (англ. Donald George Johanos; 10 лютого 1928, Сідар Рапідс - 29 травня 2007, Неаполь, штат Флорида) — американський диригент. 
Закінчив Істменську школу музики як скрипаль і протягом п'яти років грав на скрипці в Рочестерському філармонійному оркестрі, одночасно навчаючись диригуванню у його керівника Еріха Ляйнсдорфа. У 1954 році він отримав грант Американської ліги симфонічних оркестрів, завдяки якому отримав можливість протягом трьох років брати уроки диригентського мистецтва у Юджина Орманді, Томаса Бічема, Отто Клемперера і Герберта фон Караяна. У 1958 р. Джоханос виграв міжнародний конкурс диригентів, що провадився Нідерландським радіо. 
У 1962 р. Джоханос очолив Далласький симфонічний оркестр, яким керував до 1970 р. Відносини Джоханоса з оркестрантами не завжди були ідеальними, в тому числі через те, що Джоханос приділяв особливо багато уваги сучасній американській музиці. Після від'їзду з Далласа Джоханос працював другим диригентом в Пітсбурзькому симфонічному оркестрі, очолюючи також його камерний склад. У 1979 році він був запрошений очолити Симфонічний оркестр Гонолулу і залишився на цій посаді до 1994 р. У Гонолулу Джоханос також невпинно пропагував сучасну музику, за що отримав спеціальну нагороду Американського товариства композиторів; Ден Уелчер присвятив йому свою Першу симфонію. 